# Jimmy Melfort
Jimmy Melfort (ur. 28 grudnia 1978) – francuski lekkoatleta, sprinter.
Odpadł w eliminacjach na 200 metrów podczas halowych mistrzostw Europy (2002). Na tym samym dystansie dotarł do półfinału halowych mistrzostw świata (2004). Srebrny medalista igrzysk śródziemnomorskich w sztafecie 4 x 100 metrów (2005).
Wielokrotny medalista mistrzostw Francji.
W 2012 został przyłapany na stosowaniu niedozwolonych środków dopingujących – otrzymał karę 3 miesięcy dyskwalifikacji (28 sierpnia 2012–27 listopada 2012).
Jest mężem i trenerem skoczkini wzwyż Mélanie Skotnik.

## Rekordy życiowe
- Bieg na 100 metrów – 10,34 (2006)
- Bieg na 200 metrów – 20,72 (2000)
- Bieg na 200 metrów (hala) – 21,01 (2004)